# ウォリングフォード駅
ウォリングフォード駅（英語：Wallingford station ）は、アメリカ合衆国コネチカット州ウォリングフォード ホール・アヴェニュー37にある駅。 全米各地を結ぶ旅客鉄道のアムトラックが乗り入れている。

## 概要
中心市街地の近くにあるウォリングフォード駅は1871年に開業した。駅舎は1993年に国家歴史登録財に登録された。
コネチカット州、マサチューセッツ州、バーモント州、アムトラック、連邦鉄道局の共同事業であるニューヘイブン・ハートフォード・スプリングフィールド（NHHS）鉄道プロジェクトはルート上にあるウォリングフォードに停車する予定である。推定総費用は6億5,000万ドルで、アムトラックのスプリングフィールドラインに沿っている都市に便益がある新しい通勤輸送・都市間輸送を創出することを目的としている。この約100キロの路線は、将来のニューイングランドの高速鉄道輸送計画にも不可欠と考えられている。2016年の初めに、NHHSプロジェクトは、ルートの一部を複線化し、改良するために2009年アメリカ復興・再投資法やその他の連邦資金調達プログラムを通じて、約1億9,100万ドルを受け取った。残りの部分の改善を完了させるために追加の資金が必要となる。コネチカット州は、ニューヘイブン・ハートフォード・スプリングフィールド鉄道線の改善に投資するために州債で最大4億3,500万ドルの使用を承認した。プロジェクトの環境影響の評価は2012年5月に発表され、通勤輸送は2018年初頭に開始される予定である。
ウォリングフォードなどの町では、住民が自動車を必要とせずに働いたり、買い物をしたり、住むことを可能にする混在地域の創設を奨励するために、鉄道駅周辺の可能性を検討し始めている。 NHHSプロジェクトではパーカー・ストリートとノース・チェリー・ストリートの角の近くに新駅舎が建設される。 2014年秋には、融雪装置を備えた高床プラットホームの建設と、相対式ホームを結ぶ跨線橋の建設が始まった。道路アクセスの改良や券売機、乗客情報表示システム、自転車ラックも導入される。
第二次世界大戦後、連邦単位で交通機関の輸送は、自動車や飛行機などに移行した。大恐慌に襲われ、戦争中の設備が疲弊したアメリカの鉄道は、1950年代には財政健全性に乏しく、維持管理と改善工事の累積に直面した。乗客が減少し、駅は売り出された。 1964年、ウォリングフォード町はニューヘイブン鉄道の駅と隣接する鉄道用地を46,500ドルで購入した。数年後、ウォリングフォード町は駅舎の解体について議論した。これに対応して、地元の鉄道員デビッド・ピーターズが駅舎を救うための草の根運動を企画した。 1,400人以上の住民がこの運動に対する請願に署名し、改装と再利用のアイディアが浮かび上がった。
ピーターズと町はイェール大学の建築学部に連絡を取り、学生は1972年に会議室やシニアセンター、青少年センターに対応するために内部空間を再設計した。このプロジェクトでは、待合室からオリジナルの装飾は撤去された。 20年後、駅の外装改修工事が施工され、連邦および州の交付金約400,000ドルを使い、劣化した石積み、ドアおよび窓、樋などが交換された。スレートもまた耐用年数に達し交換されたが、円花飾りは複製された。今日、駅は町の生活の拠点としての役割を果たし続けている。ウォーリングフォード社会人教育センターは1階と2階に入居、モデルエンジニア鉄道クラブのニューヘイブン分会は地下室を利用している。 

## 利用可能な鉄道路線／列車
アムトラックの停車する列車は下記の通り。
セントオールバンズとワシントン間の昼行長距離列車バーモンター号…1日1往復停車
スプリングフィールドとワシントン間の昼行長距離列車ノースイースト・リージョナル号…1日1往復停車
スプリングフィールドとニューヘイブン間の昼行短距離列車ニューヘイブン・スプリングフィールド・シャトル号…1日4往復停車（ニューヘイブン・ユニオン駅でノースイースト・リージョナル号に接続する。）

## バス
当駅から乗車できるバスは以下の通り。
路線バス
ノースイースト交通 (CT Transit) …Wallingford Local系統 